# سينثيا مادوكس
سينثيا مادوكس (بالإنجليزية: Cynthia Maddox)‏ هي عارضة أمريكية، ولدت في 1941.